# Avalon Chasma
L'Avalon Chasma è una formazione geologica della superficie di Mimante.
È intitolato ad Avalon, luogo leggendario del ciclo arturiano.